# Witches (film, 2024)
Pour l’article homonyme, voir Witches.
Pour plus de détails, voir Fiche technique et Distribution.
Witches est un film documentaire britannique de 2024 écrit et réalisé par Elizabeth Sankey.

## Synopsis
À travers l'expérience personnelle d'Elizabeth Sankey, atteinte d'anxiété post-partum, de dépression, et de psychose, le film tente de relier les problèmes de santé mentale des femmes aux accusations de sorcellerie à travers l'histoire. Il est composé d'extraits de films mettant en scène des sorcières et des femmes atteintes de maladie mentale, mais aussi d'entretiens avec des femmes, ayant également subies des troubles post-partum,,.

### Liste des films utilisés dansWitches
- La Passion de Jeanne d'Arc (1928)
- Le Magicien d'Oz (1939)[4]
- Ma femme est une sorcière (1942)[3]
- Le bébé de Rosemary (1968)[3]
- Inferno (1980)
- Les Sorcières d'Eastwick (1987)[3]
- Un ange à ma table (1990)[3]
- Dangereuse Alliance (1996)
- Les Ensorceleuses (1998)
- Une vie volée (1999)
- Sleepy Hollow (1999)
- The Witch (2015)[3]

## Distinctions
Witches a remporté le prix du meilleur documentaire indépendant aux British Independent Film Awards 2024.

## Diffusion
Le film est sorti sur MUBI en novembre 2024.